# Negovec
Negovec je selo zapadno od Vrbovca. 

## Povijest
Godine 1517. ovdje je feudalni posjed Katice Pučić, a 1588. do 1600. godine Petra Erdodyja. Godine 1755. imanje Negovec je uništeno za vrijeme seljačke bune.
Godine 1802. ista obitelj ovdje ima plemićku kuriju. Godine 1904. naselje je parcelirano i stigli su novi naseljenici.

## Stanovništvo
| broj stanovnika | 252   | 341   | 320   | 349   | 410   | 484   | 481   | 502   | 454   | 421   | 409   | 327   | 267   | 230   | 198   | 176   | 154   |
|                 | 1857. | 1869. | 1880. | 1890. | 1900. | 1910. | 1921. | 1931. | 1948. | 1953. | 1961. | 1971. | 1981. | 1991. | 2001. | 2011. | 2021. |

## Poznate osobe
U Negovcu je rođena Marija Jurić Zagorka, hrvatska književnica i novinarka.